# Specchio segreto
Specchio segreto è stato un programma televisivo della Rai in sette puntate settimanali, scritto da Giorgio Arlorio e Nanni Loy, diretto dallo stesso Loy e trasmesso sul Programma Nazionale a partire dal 19 novembre al 31 dicembre 1964.

## La primaCandid cameraitaliana
Ispirandosi al fortunato format statunitense delle candid camera, ovvero filmare persone della strada a loro insaputa, ponendole innanzi a delle situazioni surreali, create da attori professionisti, Specchio segreto si distinse dall'originale per l'intelligenza creativa. Loy aggiungeva del cinismo alle situazioni, mettendo in risalto la psicologia della vittima impreparata, superando la comicità fine a sé stessa limitata all'irridere il malcapitato. La trasmissione diventava un crudo spaccato dell'alienazione sociale nella civiltà neo industriale italiana di quegli anni.
Furono prodotti venticinque sketch, spesso con la partecipazione dello stesso Loy. Tra questi elenchiamo:
- un ingenuo cliente di un bar di Bologna inzuppare il proprio cornetto nei cappuccini altrui;
- un emigrante sardo che vive solo a Milano fermare dei passanti per chiedere un invito a un pranzo natalizio;
- un evaso dal carcere romano di Regina Coeli chiedere rifugio, spaventando le vittime nell'attiguo rione;
- un taccheggiatore in un grande magazzino farsi sorprendere da un sorvegliante innescando una discussione surreale;[2]
- un negoziante milanese tenere la propria moglie legata ed imbavagliata nel negozio, nello sgomento degli avventori.
- una giovane ragazza africana (invero un'attrice afroamericana) messa in vendita nel mercatino romano di Porta Portese;
- una graziosa ragazza chiedere un bacio a degli sconosciuti in strada, tra il loro divertimento, sgomento e curiosità.[3]

Al di là del successo, la trasmissione fu apertamente criticata accusando gli Autori di aver abusato dell'inconsapevolezza delle persone coinvolte. Parte del pubblico manifestava scetticismo sull'autenticità, anche a distanza di anni, nonostante le esaurienti spiegazioni di Loy, insistendo su un diverso carattere degli italiani di allora, più disposti a un certo comportamento nonostante la bizzarria.

## DopoSpecchio segreto
Sulla scia del successo epocale, il programma di Nanni Loy viene replicato nel 1977 con commenti, aneddotica e l'immancabile antologia dei migliori sketch.
Nello stesso anno, Giorgio Arlorio, Nanni Loy e Fernando Morandi propongono un programma analogo, Viaggio in seconda classe, la cui scena è lo scompartimento di un treno. Realizzato in tredici settimane di riprese in ogni tratta ferroviaria italiana nascondendo le attrezzature e il personale di ripresa negli scompartimenti adiacenti a quello del set, le situazioni create da attori non sono soltanto degli scherzi ma anche lunghi dialoghi con i viaggiatori su temi allora di attualità come criminalità e terrorismo. Le cosiddette vittime divengono degli inconsapevoli intervistati.
Nel 1978 Loy conduce il programma preserale su Rai 2 Buonasera con..., presentando un'antologia di candid camera britanniche, e alcune novità del regista italiano consacrandosi patron della candid camera italica. Famoso un dialogo tra un'anziana donna e un pappagallo in gabbia al quale Loy presta la voce.
Nel 1980 curerà infatti un programma domenicale pomeridiano, Tutti insieme compatibilmente, un talk show con inserite delle candid camera "in diretta", una formula che in seguito necessitò dei chiarimenti a causa delle crescenti critiche. Si trattava dopotutto di registrazioni in esterni, messe in onda contestualmente al nulla osta delle vittime. L'autore tuttavia riservava a ogni puntata l'inserto di una candid camera non estemporanea e di qualità superiore.